# TMNT : Les Tortues Ninja
Pour les articles homonymes, voir Tortues Ninja (homonymie), Tortue (homonymie) et Ninja (homonymie).
Pour plus de détails, voir Fiche technique et Distribution.
TMNT : Les Tortues Ninja (TMNT) ou TMNT : Tortues Ninja au Québec est un film d'animation américain-hongkongais de Kevin Munroe sorti en 2007. Contrairement aux trois précédents films, ce quatrième volet des aventures des Tortues Ninja, est entièrement réalisé en images de synthèse.
Bien que l'histoire suive la chronologie des films précédents, elle reprend beaucoup d'éléments de la série animée de 2003, que ce soit dans les personnalités des personnages (Raphael plus agressif, Leonardo voué au Bushido…) ou l'utilisation de certains éléments comme le look des Ninja Foot ou le personnage de Karai. Par ailleurs, les comédiens qui avaient participé à la VF de la série reprennent tous leurs rôles.
Le film suit Leonardo, Raphael, Donatello et Michelangelo qui se sont éloignés les uns des autres et ne se parlent plus beaucoup. Leur vieux maître et père adoptif, Splinter essaie tant bien que mal de maintenir leur cohésion. De plus, il sent qu'une menace plane sur New York. 

## Synopsis
Le film s'ouvre sur une séquence racontant l'histoire du roi Yaotl. 3000 ans avant notre époque, il trouva un portail ouvrant un passage vers des mondes peuplés de monstres, ne s'ouvrant que lors de l'alignement de plusieurs étoiles. En l'ouvrant, il obtint l'immortalité mais en échange, ses frères et sa sœur, les généraux Mono, Serpiente, Aquila et Gato, furent changés en pierre et treize monstres sortirent du portail et s'éparpillèrent sur Terre.
De nos jours, Leonardo a été envoyé par Splinter en Amérique centrale pour perfectionner ses talents de meneur. Protégeant les villageois de miliciens peu scrupuleux, il est rapidement surnommé Le fantôme de la jungle par ces derniers. Il tombe plus tard sur April O'Neil, venue sur place pour ramener une statue à son employeur. Elle lui donne des nouvelles de ses frères, qu'il n'a pas vu depuis un an: Donatello gère désormais une hotline, Michelangelo travaille en se déguisant en mascotte tortue pour des goûters d'anniversaire d'enfants et Raphaël passe ses journées à dormir, ce dernier passant en effet ses nuits à chasser les criminels sous l'identité du Nightwatcher dans le plus grand secret. April tente de convaincre Leonardo de rentrer à New York, en apparence en vain.
De retour à New York, elle livre avec Casey Jones la statue qu'elle était partie chercher en Amérique centrale à son employeur: le milliardaire Max Winters. Désirant voir la statue, une fois la caisse la contenant dans son bureau, il est révélé que la sculpture n'est autre que le général Aquila, toujours figé après trois millénaires. Après le départ d'April et Casey, le clan de Foot, mené par Karai depuis la mort de Shredder, surgissent devant Winters. Ce dernier leur annonce qu'il a besoin de leurs compétences pour un travail.
Pendant ce temps, Leonardo est revenu à New York, à la joie de Splinter et de ses frères, à l'exception de Raphaël. Splinter affirme à Leonardo que son absence a plus marqué ce dernier que les autres tortues. Bien que doutant de ses nouvelles compétences, Leonardo part s'entrainer sur les toits avec ses frères mais reçoit l'ordre de Splinter de ne pas se battre tant qu'ils ne seront pas soudés. Hélas, lorsque les tortues entendent des bruits de luttes dans un immeuble en construction, aucune n'écoute l'ordre de Leonardo de ne pas s'en mêler et ce dernier est obligé de les accompagner. Ils découvrent les Foot combattant un monstre semblable à un gorille mais ne parvenant pas à le maitriser. Dans la lutte qui s'ensuit, Leonardo tente d'interroger Karai pour savoir pour qui les Foot travaillent depuis la mort de Shredder. Incapables de se coordonner, les tortues sont ensevelies durant le combat. Pendant qu'ils tentent de se dégager, les généraux de Yaotl, pouvant à nouveau se mouvoir bien qu'étant encore en pierre grâce à un artefact de Winters, parviennent à neutraliser le monstre et à l'embarquer dans un camion. Entendant les sirènes de police, les tortues doivent fuir.
A la tour Winters, Karai est furieuse que Winters ne lui ait pas précisé qu'il voulait que les Foot chassent des monstres. Winters lui annonce qu'il lui faut treize monstres avant deux jours, et qu'ils devront trouver et capturer les douze monstres restants avec l'aide des généraux de pierre. Il rappelle également à Karai qu'ayant accepté ce travail, l'honneur du clan des Foot est en jeu. Durant la nuit, les Foot capturent plusieurs monstres. Au matin, Splinter voit au journal télévisé qu'un bâtiment en construction a été ravagée à la suite de violents combats entre un monstre et de mystérieux guerriers et se doute immédiatement que les tortues ont participé à ce qui s'est passé. Les réunissant, il blâme Leonardo de ne pas avoir dissuader ses frères de se battre. Bien qu'essayant d'expliquer à son maître que Raphaël a influencé Michelangelo et Donatello, Splinter ne veut rien entendre.
La nuit venue, Raphaël sort en tant que Nightwatcher et retrouve Casey Jones alors qu'il appréhendait un criminel. Reconnaissant immédiatement Raphaël, ce dernier retire son armure et les deux amis se racontent leurs problèmes mutuels, la relation avec April pour Casey et celle avec Leonardo pour Raphaël. Ils croisent alors l'un des monstres et le prennent en chasse mais le perdant de vue quelques instants, ils le retrouvent capturé par les généraux de pierre et les Foot. Remarqués par ces derniers, Raphaël reçoit un flèche de sédatif et ils tentent de fuir le général Gato, lancés à leurs trousses et ne doivent leur salut qu'à une patrouille de police héliportée que Gato est obligé de fuir.
À l'appartement d'April, Raphaël est soigné et ses frères les rejoignent. Casey apprend aux tortues que les statues de pierre ayant capturé le monstre sont celles que lui et April ont apportées à Max Winters. Ils découvrent également le nom de la Winters Corporation sur la seringue utilisée sur Raphaël ainsi que le nom de Yaotl sur le shuriken en pierre planté dans la carapace de ce dernier par Gato. April raconte alors la légende de Yaotl aux tortues et émet l'hypothèse que Yaotl ait traversé les époques et soit devenu de plus en plus puissant et influant. Ils finissent par déduire que Yaotl et Winters ne sont qu'une seule et même personne et qu'il projette d'ouvrir une nouvelle fois le portail afin de libérer encore plus de monstres, en effet le prochain alignement d'étoiles a lieu la nuit suivante. Raphaël veut attaquer la tour Winters dès maintenant tandis que Leonardo veut attendre le feu vert de Splinter. Furieux, Raphaël part dans la nuit.
Simultanément, Aquila annonce à Winters que onze des treize monstres ont été capturés. Son frère lui apprend qu'il compte renvoyer dans le portail les treize monstres afin de lever la malédiction pesant sur eux, à la stupéfaction d'Aquila qui rappelle à Winters que si les monstres sont renvoyés, bien que leur apparence de pierre disparaitra, ils redeviendront mortels, ce à quoi Winters ordonne d'obéir aux ordres. Aquila commence alors une mutinerie avec les autres généraux afin que le treizième monstre ne soit pas retrouvé.
Quelques heures avant l'alignement, Splinter charge Léonardo de retrouver Raphaël avant de prendre la tour Winters d'assaut. Il le retrouve, sans le savoir, en croisant le Nightwatcher. Furieux que Leonardo lui donne des leçons même quand il ne sait pas que c'est à lui qu'il parle, il tente de mettre son frère à terre mais au cours du combat, Raphaël perd son casque. Il dit alors à Leonardo tout ce qu'il a sur le cœur, qu'il a fait seul le travail de l'équipe pendant que lui prenait des vacances, qu'il n'a pas besoin de lui et qu'il ne veut pas d'un chef, ce à quoi son frère lui rétorque son arrogance, son comportement impulsif et colérique et qu'il est le plus fort des deux. Cette dernière remarque pique Raphaël au vif et il décide de prouver le contraire à son aîné. Après un intense combat, il parvient à briser les épées de son frère avec ses saïs et le met à terre. Raphaël se rend alors compte de la colère qui l'habite. Alors qu'il fuit son frère, voulant rester isolé, Leonardo est capturé par les généraux, qui bien que remarquant qu'il n'est pas le dernier monstre qu'il leur manque malgré son apparence non-humaine, décident de faire croire à Winters qu'ils ont le dernier monstre, sachant qu'il sera trop tard lorsqu'il le remarquera. Raphaël entendant le hurlement de détresse de Leonardo ne peut revenir sur ses pas à temps et empêcher l'enlèvement de son frère.
Il retourne dans les égouts et prévient Splinter de ce qui s'est passé et annonce qu'il a compris pourquoi il n'est pas le chef de la bande. Les trois tortues, Splinter, April et Casey prennent alors d'assaut la tour Winters, protégée par Karai et les Foot. Ils parviennent à passer leurs défenses et à pénétrer dans la tour en bloquant temporairement les Foot grâce au système de sécurité de la tour. Il trouve alors le portail venant d'être activé, entouré des capsules contenant les monstres et Leonardo qu'ils finissent par trouver. À cet instant, Winters tombe à leurs pieds, ayant découvert la trahison de ses frères et sœur. Il apprend aux héros que son but n'a jamais été d'emmener plus de monstres sur Terre mais de lever l'immortalité qui est devenu un fardeau pour lui ainsi que la malédiction de ses généraux.
Ces derniers ne tardent pas à apparaitre et les Foots et Karai parviennent à les rejoindre également. Aquila annonce qu'il à l'intention de semer la destruction sur Terre avec les monstres qui sortent progressivement du portail bien que Winters tente de les raisonner. Ils proposent ensuite à Karai et aux Foot de les rejoindre ou de mourir, mais la ninja refuse, rappelant que les Foot ont un honneur. Avec l'aide de Casey et April, elle part à la recherche du treizième monstre tandis que les tortues affrontent les généraux, parvenant à les pousser dans le portail mais étant immortels, ils reviennent devant eux. C'est à ce moment que Karai, Casey et April reviennent avec le van des tortues poursuivi par le dernier monstre. Poussé par son élan, il percute les généraux, les poussant dans le portail avec lui et mettant fin à la malédiction les touchant. Peu de temps après, le portail se referme, les treize monstres ayant été renvoyés chez eux.
Karai félicite les tortues mais les met en garde contre leur futur affrontement, affirmant qu'ils doivent s'attendre à voir "des visages connus réapparaître" avant de disparaitre en utilisant un fumigène. Euphorique, Winters remercie les tortues de l'avoir libéré de son immortalité avant de s'élever dans les airs et de s'évaporer. Splinter récupère le casque de Yaotl et le met dans sa collection, fier d'avoir une relique d'un homme ayant cherché pendant 3000 ans à réparer ses erreurs. Le film se conclut par la voix de Raphaël affirmant que tant que lui et ses frères seront unis, ils seront au meilleur de leur forme et conclut sa tirade par la dernière réplique du premier comic : "J'aime être une tortue".

## Fiche technique
- Titre français : TMNT : Les Tortues Ninja
- Titre québécois : TMNT : Tortues Ninja
- Titre original : TMNT
- Réalisation : Kevin Munroe
- Scénario : Kevin Munroe, d'après les personnages créés par Kevin Eastman et Peter Laird
- Musique : Klaus Badelt
- Décors : Simon Murton
- Animation : Kim Ooi, Colin Brady (supervision)
- Image : Steve Lumley
- Montage : John Damien Ryan
- Production : Thomas K. Gray, Galen Walker, Paul Wang ; Felix Ip (coproducteur)
- Sociétés de production : Warner Bros. Pictures, The Weinstein Company, Imagi Animation Studios et Mirage Enterprises
- Sociétés de distribution : Warner Bros. Pictures
- Pays de production :  États-Unis
- Langue originale : anglais
- Genre : animation, action, aventures
- Budget : 34 millions de dollars
- Format : Couleurs - 35 mm - 2,35:1 (CinemaScope) - son SDDS / DTS / Dolby Digital
- Durée : 87 minutes
- Dates de sortie[1] :
  - États-Unis, Canada : 23 mars 2007
  - France : 11 avril 2007

## Distribution
- Mitchell Whitfield (VF : Baptiste Hupin ; VQ : François L'Écuyer) : Donatello
- James Arnold Taylor (VF : Bruno Mullenaerts ; VQ : Gilbert Lachance) : Leonardo
- Mikey Kelley (VF : David Scarpuzza ; VQ : Sébastien Dhavernas) : Michelangelo
- Nolan North (VF : Benjamin Jungers ; VQ : Bernard Fortin) : Raphael / Nightwatcher
- Chris Evans (VF : Thierry Janssen ; VQ : Pierre Auger) : Casey Jones
- Sarah Michelle Gellar (VF : Esther Aflalo ; VQ : Élise Bertrand) : April O'Neil
- Mako (VF : Thierry Janssen ; VQ : Hubert Fielden) : Maître Splinter
- Kevin Smith (VQ : Daniel Picard) : le cuistot
- Patrick Stewart (VF : Jean-Marc Delhausse ; VQ : Aubert Pallascio) : Max Winters
- Zhang Ziyi (VF : Maia Baran ; VQ : Catherine Bonneau) : Karai
- Laurence Fishburne : le narrateur
- John DiMaggio : (VF : Thierry Janssen ; VQ : Mario Desmarais) : le colonel Santino
- Paula Mattioli : le général Serpiente
- Kevin Michael Richardson (VF : Martin Spinhayer ; VQ : François Godin) : Général Aquila
- Fred Tatasciore : le général Gato

## Production
Selon le réalisateur Kevin Munroe, ce 4e film ne devait pas être un « vague remake de l'original, nous avons choisi d'ouvrir un nouveau chapitre dans la saga des Tortues, en nous focalisant davantage sur chacun de nos héros et en mettant l'accent sur leur vie familiale et son évolution depuis leur dernière apparition au cinéma ». Le producteur Thomas K. Gray explique quant à lui le recours aux images de synthèse : « Nous voulions donner encore un autre visage aux Tortues Ninja. Depuis plus de vingt ans, Les Tortues sont les jouets les plus vendus dans plusieurs régions des États-Unis, ainsi qu'en Europe, en Australie et dans certains pays d'Asie. Leurs séries télé connaissent également une grande popularité et leurs BD sont cultes. Nous avions envie d'apporter aux fans quelque chose d'inédit ».
La conception-réalisation du film a été étalée sur plus de deux ans, dans deux lieux distants de 11 000 km. En effet, la production était à la fois située à Sherman Oaks (Californie) et à Hong Kong. Une équipe de plus de 300 animateurs travaillaient en Asie et environ 70 à Los Angeles. Les deux équipes travaillent en étroite collaboration par Internet : de nombreuses téléconférences étaient organisées chaque jour afin d'optimiser le travail de chacun et d'échanger de nombreuses informations et fichiers.

## Bande originale
Bandes originales de Tortues Ninja
Les Tortues Ninja 3
(1993) Ninja Turtles
(2014)
Teenage Mutant Ninja Turtles: Music from the Motion Picture est l'album de la bande originale du film sorti en 20 mars 2007. Alors que les précédents films contenaient davantage de chansons de rap, ce 4e film lorgne plus vers la Pop punk et la musique emo. De plus, l'album contient quelques compositions de Klaus Badelt.

### Liste des titres
| No  | Titre                           | Interprète(s)           | Durée |
| --- | ------------------------------- | ----------------------- | ----- |
| 1.  | Shell Shock                     | Gym Class Heroes        |       |
| 2.  | Rip It Up                       | Jet                     |       |
| 3.  | There's a Class for This        | Cute Is What We Aim For |       |
| 4.  | Awww Dip                        | Cobra Starship          |       |
| 5.  | Roses                           | Meg & Dia               |       |
| 6.  | Bring Me Along                  | Pepper                  |       |
| 7.  | Fall Back Into My Life          | Amber Pacific           |       |
| 8.  | Red Flag                        | Billy Talent            |       |
| 9.  | Walking on Water                | This Providence         |       |
| 10. | Youth Like Tigers               | Ever We Fall            |       |
| 11. | Lights Out (Chris Vrenna Remix) | P.O.D.                  |       |
| 12. | Black Betty                     | Big City Rock           |       |
| 13. | I Love Being A Turtle (Score)   | Klaus Badelt            |       |
| 14. | Nightwatcher (Score)            | Klaus Badelt            |       |

## Autour du film
- De même que la série animée de 2003, la version française a été réalisée en Belgique, par Arès Films, qui y a réuni les mêmes comédiens.
- L'acteur japonais Mako, qui double ici le personnage de maître Splinter, est mort le 21 juillet 2006. C'est son dernier rôle.

### Lien connexes
- Tortues Ninja
- Les Tortues Ninja (série de films)